# آنتلوپ والی-کرستویو (وایومینگ)
آنتلوپ والی-کرستویو(به انگلیسی: Antelope Valley-Crestview) شهری در ایالت وایومینگ کشور ایالات متحده آمریکا است که جمعیت آن در سرشماری سال ۲۰۱۰ میلادی، ۱٬۶۵۸ نفر بوده‌است.

## موقعیت جغرافیایی
موقعیت جغرافیایی شهرها و مناطق اطراف به شرح زیر است: